# Прунень (Бузеу)
Прунень, Прунені (рум. Pruneni) — село у повіті Бузеу в Румунії. Входить до складу комуни Зернешть.
Село розташоване на відстані 115 км на північний схід від Бухареста, 20 км на північ від Бузеу, 93 км на захід від Галаца, 102 км на схід від Брашова.

## Населення
За даними перепису населення 2002 року у селі проживали 485 осіб, усі — румуни. Усі жителі села рідною мовою назвали румунську.